# Oh my!
Oh my!は、2020年に東京都立川市で結成された日本のポップバンド。所属レコード会社はフォーライフミュージックエンタテイメント(2014(前身バンドであるしなまゆ時代)年から2021年まで)。前身バンドであるしなまゆから2020年2月にベースのウエノハラが脱退、バンド名をOh my!に変更した。

## メンバー
- モリユイ

ボーカル・作詞担当。1994年2月2日生まれ。好きなものは、ネオン・シャボン玉・ソリティア・オムライス・モンハン・美少女。
- タクマ

ギター担当。1994年2月25日生まれ。好きなものは、深海生物・グミ・ハイチュウ・ゾンビ。

### サポートメンバー
基本サポートのベースとドラマーが入った四人編成で活動。モリユイとタクマの二人でのアコースティックセットでの活動も行う。
- ウツミエリ(from Mariner Valley Cruise)

ドラム担当。2019年02月01日 渋谷GUILTYでしなまゆのサポートドラムを担当。Oh my!以降のサポートドラムも担当。
- カトウシンペイ/(from RESERVOIR)

ベース担当。
- 白石あゆみ(ex.FOOLA)

ベース担当。
- テッペイ(ex.四丁目のアンナ)

ベース担当。
- さかたる(ex.synsavan)

ドラム担当。

## バンド名の由来
赤い公園の津野米咲に「バンド名変えたいんですけど何がいいですかね?」って言ったら「タクマの苗字尾身だし、Oh me!は?」って言われて、じゃあユイのYも入れましょうってことで「Oh my!」に。。

## 来歴
- 2020年2月1日、「しなまゆからの大事なお知らせ」にて、ベーシスト、ウエノハラ脱退。[3]。
- 2020年2月21日、「しなまゆからの大事なお知らせ②」にて、バンド名をOh my!に変更。[4]。
- 2020年8月26日 1st Mini Album 「SPARK」をリリース。

## 作品

### ミニアルバム
|     | 発売日        | タイトル | 規格品番  | 収録曲                                                                                      |
| --- | ------------- | -------- | --------- | ------------------------------------------------------------------------------------------- |
| 1st | 2020年8月26日 | SPARK    | FLCF-4522 | 1. I Wanna Know! 2. AWA 3. 何者 4. 愛と気づけば 5. 地球最後の夜に(Oh my! ver) 6. 杏のジャム |

## 出演

### ワンマンライブ・主催イベント

#### 2020
- 8月20日 - Oh my!　Live Streaming “SPARKING！“ mahocastによる配信ライブ
- 10月24日 - Oh my U !　Vol.1 Streaming+による配信ライブ

### フェス・イベント参加

#### 2020
- 9月22日 - -LEF YARD- vol.3 出演: 14:00-16:00,MURAMATSU,SLACK DOWN,SUN BLAST,Oh my !

#### 2021
- 1月23日 - 「SING IN THE FOREST」@吉祥寺NEPO 出演:Oh my!,仲邑美咲,ローザ・パークス・アネックス
- 5月22日 - 「LUPINUS ROCK FESTIVAL」
- 6月30日 - 『KNOCKOUT vol.155』-情欲のスリーマンスペシャル-@下北沢DY CUBE 出演: Oh my!(セットリスト), MeMeu.,GIVE ME OW
- 7月22日 - 四丁目のアンナ presents. 「大きい犬」リリースパーティー【 D O G 】@吉祥寺WARP(東京/吉祥寺) 出演: 四丁目のアンナ, メレ, Oh my!, 音沙汰
- 10月21日 - MOSAiC presents『KNOCKOUT vol.164』～晩秋のスリーマンスペシャル～@下北沢MOSAiC 出演: Oh my!(セットリスト), MeMeu.,GIVE ME OW

#### 2022
- 4月26日 - DY CUBE pre.「KNOCK OUT vol.168」出演: Oh my!(セットリスト), GIVE ME OW, MeMeu., 島崎淳(セットラウンドリー), 中村パーキング, 堀内雄斗(Navy Sugar)
- 5月28日 - PARK 〜 COSMIC HALL 5th Annivnrsary SP 〜@立川COSMIC HALL 出演: Oh my!,Jacob Jr.,チロル,HEADLAMP
- 6月27日 - 「Deep Blue@下北沢Laguna 出演: Oh my!,鳥居れな,天野花
- 7月26日 - 下北沢 MOSAiC pre.「KNOCK OUT vol.172」 出演: Oh my!,バターマーマレード, Jacob Jr., 四丁目のアンナ, イエロー・シアン・マゼンタ

#### 2023
- 3月30日 - GOLD YOUTH FESTIVAL 2023 MARZ 19:00 Oh my! タイムテーブル
- 7月15日(土) - HEADLAMP pre.青春光差点 -A GAIN-@ESAKA MUSE 18:20 Oh my! タイムテーブル